# Quinta parte de Esferamundi de Grecia
La Quinta parte de Esferamundi de Grecia es un libro de caballerías italiano, escrito por el prolífico autor Mambrino Roseo. Forma parte de la serie de Esferamundi de Grecia y es continuación de la Cuarta parte de Esferamundi de Grecia, el decimosexto libro de la serie de Amadís de Gaula, que se había publicado en 1563, y por consiguiente es el decimosétimo libro de ese ciclo, por lo que se refiere a obras españolas e italianas. De acuerdo con el tópico de la falsa traducción, la obra fue presentada como una traducción del español, pero es con toda certeza obra de Roseo y no se tiene noticia de ningún supuesto original en lengua española.

## Ediciones
La obra fue impresa por primera vez en Venecia en 1565, en la imprenta de Michel Tramezzino, con el título de La quinta parte dell'historia del inuitissimo principe Sferamundi di Grecia, tolta di gli annali de gli Imperatori di Trabisonda, & ridotta in lingua italiana. De la edición de 1563 hay ejemplares en la Biblioteca Nacional Braidense de Milán, la Biblioteca Bancroft de Berkeley, la Biblioteca Estatal de Berlín, la Biblioteca Nacional de Francia, la Biblioteca Estatal Bávara de Múnich, la Biblioteca Universitaria de Santiago de Compostela, la biblioteca de la Universidad Wellesley de Massachusetts y la Biblioteca Nacional de Austria.
El libro alcanzó una notoria popularidad en el público italiano, ya que fue reimpreso en 1568, 1569, 1574, 1583, 1600, 1610, 1619 y 1629, siempre en Venecia.

## Argumento
En esta obra se narran nuevas las aventuras de Esferamundi de Grecia, hijo de Rogel de Grecia y su esposa Leónida, enamorado de Ricarda, hija del emperador de los partos, y de su pariente Amadís de Astra y de otros caballeros tales como Arlanges de España, Fortunián, Astrapolo y Rogel de Grecia, así como cruentas guerras entre cristianos y paganos.

## Continuación y traducciones
Mambrino Roseo escribió una continuación de la obra, la Sexta parte de Esferamundi de Grecia, que se publicó por primera vez en 1564, es decir, antes de la aparición de la primera edición conocida de la propia Quinta. 
La Quinta parte de Esferamundi de Grecia fue traducida al francés y se publicó por primera vez en ese idioma en 1581, pero debido a que por cuestiones editoriales la numeración del ciclo francés era distinta de la del hispano-italiano, se convirtió en el vigésimo libro francés. También fue traducida al alemán y publicada en 1593, como vigésimo libro del llamado ciclo de Amadís de Francia. También apareció en neerlandés en 1623.